# Racovița (okręg Aluta)
Racovița – wieś w Rumunii, w okręgu Aluta, w gminie Voineasa. W 2011 roku liczyła 557 mieszkańców. 